# Actitud contrafóbica
Una actitud contrafóbica es una respuesta a la ansiedad en la que, en lugar de huir de la fuente de miedo a la manera de una fobia, activamente se la busca, con la esperanza de superar la ansiedad original.
Al contrario del trastorno de la personalidad por evitación, el contrafóbico representa la menos usual, pero no totalmente extraña, respuesta de buscar lo que es temido: los codependientes pueden caer en una subcategoría de este grupo, escondiendo sus miedos de apego en sobredependencia.

## Acción
Actividades temerarias son llevadas a cabo a menudo por un espíritu contrafóbico, como una negación de los miedos implicados en ellas, y sólo pueden ser parcialmente exitosas. El paso al acto en general puede tener una fuente contrafóbica, reflejando un falso yo preocupado con el hacer compulsivo para preservar un sentimiento de poder y control.
El sexo es un área clave para la actividad contrafóbica, algunas veces potenciando la hipersexualidad en personas que en verdad están asustadas de los objetos que creen amar. Los adolescentes, temiendo el magreo, pueden iniciar una especie de sexualidad plena espuria; los adultos pueden sobrevalorar el sexo para encubrir un miedo inconsciente del daño que pueda hacer. Tal actitud contrafóbica puede ser socialmente bienvenida en una visión posmoderna del sexo como desempeño gimnástico o higiene, motivada por lo que Ken Wilber describió como "una superficialidad exuberante y temeraria".
Accidentes de tráfico han sido vinculados con la actitud contrafóbica y maníaca del conductor.

## Lenguaje
Julia Kristeva considera que el lenguaje puede ser usado por el niño en desarrollo como un objeto contrafóbico, protegiendo contra la ansiedad y la pérdida.
La psicología del yo señala que a través de las ambigüedades del lenguaje, el significado concreto de las palabras puede vulnerar la actitud contrafóbica y regresar al niño a un estado de miedo.

## Freud
Didier Anzieu ve la teorización psicoanalítica de Freud como una defensa contrafóbica contra la ansiedad por medio de la intelectualización: rumiando permanentemente acerca del mundo instintivo y emocional que es el verdadero objeto de miedo.
Wilhelm Fliess jugaba el rol de objeto contrafóbico para Freud durante su período de posterior auto-análisis.

## Terapia
Otto Fenichel considera que deshacer las defensas contrafóbicas sistematizadas es sólo el primer paso en la terapia, que necesita ser seguida por el análisis de la ansiedad original. También piensa que el trauma psicológico puede destruir las defensas contrafóbicas, con resultados que "pueden ser muy dolorosos para el paciente; son, desde un punto de vista terapéutico, favorables".
David Rapaport enfatiza la necesidad de cuidado y extrema lentitud en el análisis de las defensas contrafóbicas.

## Ejemplos culturales
Se ha pensado que la atracción de las películas de terror se funda en un impulso contrafóbico.
Los actores normalmente tienen una personalidad tímida, liberada de manera contrafóbica cuando actúan.